# 11266 Macke
11266 Macke eller 1981 ES41 är en asteroid i huvudbältet som upptäcktes den 2 mars 1981 av den amerikanska astronomen Schelte J. Bus vid Siding Spring-observatoriet. Den är uppkallad efter Robert J. Macke SJ.
Asteroiden har en diameter på ungefär 7 kilometer.